# Isa-tai

Isa-tai, 1880

Isa-tai war ein Comanche-Krieger und Medizinmann. Es ist nicht genau bekannt, von wann bis wann er gelebt hat. Angenommen wird ein Geburtsdatum in den 1840er Jahren und sein Tod für 1890. Als religiöser Führer des Quahadi-Stammes erlangte er zwischen 1873 und 1874 eine besondere Bedeutung als Indianerprophet. Ende der 1860er und zu Beginn der 1870er Jahre vereinigte der Oberhäuptling der Comanche, Quanah Parker, die Comanchen mit Stammesgruppen der südlichen Cheyenne, Arapaho, Kiowa, und Kiowa-Apachen und eröffnete eine Reihe von Kampfhandlungen gegen die weiße Besiedlung Texas. Unter der Protektion des Oberhäuptlings nahm Isa-tai schnell eine bedeutende Rolle in der spirituellen Führung der Allianz ein. Er organisierte das erste Comanche-Sonnentanz-Ritual, was von seinem Stamm davor noch nie praktiziert worden war.

## Leben
Von seinen jungen Jahren ist wenig bekannt. Als Erwachsener wurde er zum bedeutenden spirituellen Führer seines Stammes. Er galt als Prophet und hatte mit vielen seiner Prophezeiungen Recht. 1874 organisierte Isa-tai das Sonnentanz-Ritual. Dabei gelang es ihm, zahlreiche der versammelten Krieger von einem erforderlichen Angriff auf die Handelsstation Adobe Walls zu überzeugen. Der Angriff auf die etwa 30 Bisonjäger, die sich mit modernen Gewehren ausgestattet in der Station aufhielten, schlug fehl. Isa-tai wurde diese Niederlage angelastet, weil seine Visionen offenbar falsch waren. Isa-tai gab die Schuld einem Cheyenne, der beim Anmarsch einen Skunk getötet hatte. Wegen dieser plumpen Ausrede wurde er von den Kriegern verprügelt und sein Ansehen war dauerhaft beschädigt. In der Folge verließen die Cheyenne die Allianz.